# Julie Zangenberg
Julie Christine Krogh Zangenberg (* 30. November 1988) ist eine dänische Schauspielerin.

## Karriere
Zangenberg wuchs zunächst in Vanløse, dann in Frederiksberg auf und besuchte das N. Zahles Gymnasium. Ihre Eltern sind Akademiker, die ein IT-Unternehmen betreiben. Sie ist die Erstgeborene und hat zwei jüngere Schwestern. Neben ihrer Freundschaft mit Medina, schenkt ihr die dänische Presse viel Aufmerksamkeit wegen ihrer Beziehung zu dem Komiker Mikael Wulff und später dem Fußballspieler Nicklas Bendtner. Sie wurde weltbekannt durch die Hauptrolle in dem Film Kletter-Ida. Dort spielte sie neben Mads Ravn und Stefan Pagels Andersen die Hauptfigur Ida Johansen. Von diesem Film entstand aufgrund des großen Erfolges ein amerikanisches Remake. 2016 schrieb Zangenberg für einige Folgen der dänischen Fernsehshow Hedensted High das Drehbuch.

## Filmografie

### Schauspielerin
- 2002: Kletter-Ida (Klatretøsen)
- 2002: En vild familie (Wild Thornberrys Movie, The, Stimme in der dänischen Synchron-Fassung)
- 2004: Der Fakir (Fakiren fra Bilbao)
- 2009: Stykke for stykke
- 2010: Die Wahrheit über Männer (Sandheden om mænd)
- 2010–2012: Live fra Bremen (Fernsehserie, unterschiedliche Rollen)
- 2011: Dirch
- 2011: Lykke (Fernsehserie, Folge Musen)
- 2011: Ludvig & Julemanden (Fernsehserie, 24 Folgen)
- 2012: Danish Dynamite (Fernsehserie, 7 Folgen)
- 2014–2015: Heartless (Fernsehserie)
- 2015: Sommer '92
- 2015: Hedensted High (Fernsehserie)

### Drehbuchautorin
- 2016: Julies Madselskaber (Fernsehserie)